# Тодор Гогов
Тодор Николов Гогов (Павле) е български политик, партиен и стопански деец, партизанин, АБПФК.

## Биография
Тодор Гогов е роден на 19 януари 1926 година в с.Раждавица, Кюстендилски окръг. Учи в Кюстендилската мъжка гимназия. Член на РМС от 1942 г. и на БКП от 1946 г. През 1943 – 1944 г. развива активна дейност в ремсовата група в родното си село. На 11 май 1944 се включва в Кюстендилския партизански отряд. В началото на август 1944 г. е прехвърлен към Войнишката партизанска бригада „Георги Димитров", действуваща в пределите на Югославия. Взема участие в сраженията с фашистките части в Бияново, Табановце, Страцин и при превземането на Кратово (8 септември 1944), а на път за Кюстендил – и в бой при Крива паланка (11 септември 1944). Участва в първата фаза на Отечествената война.
След 9 септември 1944 г. завършва агрономство (1950). Главен технолог (1951 – 1962) и директор (1962 – 1966) на Консервния комбинат „Димитър Благоев" в Кюстендил. Секретар на ГК на БКП (1966 – 1969).
На 14 юли 1969 г. е избран за председател на Изпълнителния Комитет на Градския Общински Народен Съвет – Кюстендил и заема длъжността до 24 март 1975 г. През мандата му като председател на ИК на ГОНС е утвърден нов градоустройствен план на града. Построени са административните сгради на БНБ, ДСК и Съдебната палата, стадион „Странджата“, Националната спортна база и ПМГ. Открити са Художествена галерия „Владимир Димитров - Майстора“ (24 ноември 1972) и паметника на Войнишкото въстание от 1918 г. на гаровия площад (7 ноември 1973). Започва оформянето на коритото на р. Банска и се построяват мостовете пред фабрика „Марек“ и на ул. „Хаджи Димитър“. Реконструиран с мостът на улицата към гарата, до Трето основно училище „Марин Дринов“ и се поставят четири скулптурни фигури. През 1974 г. е открита сградата на Партийния дом.
След изтичане на мандата му е заместник-председател (от 1975) и първи заместник-председател (от 1979) на Окръжен Народен Съвет – Кюстендил. Носител на ордени „За народна свобода" II ст., „Девети септември 1944 г." I ст. и други.